# 古希臘抽選機

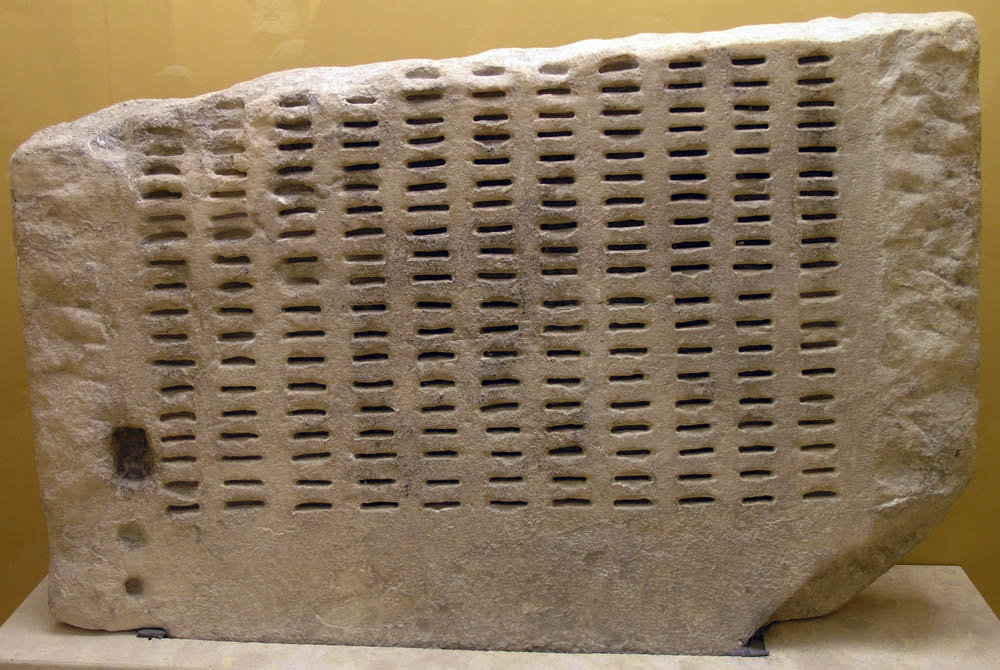
古雅典阿哥拉博物館藏古雅典抽選機

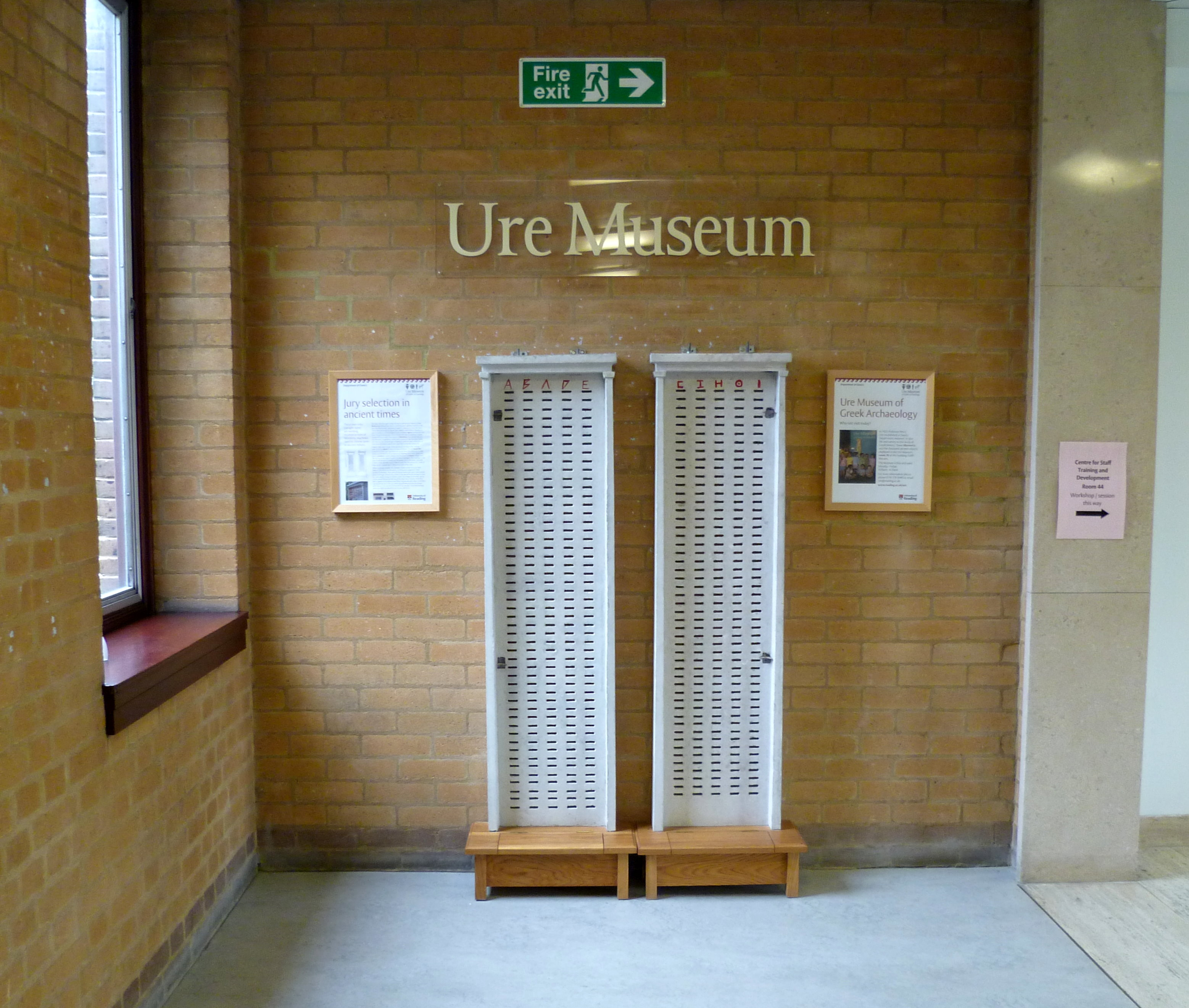
英國雷丁市烏爾希臘考古博物館藏之復原古希臘抽選機

古希臘抽選機是古代雅典城邦用於實行抽籤式民主的機器。由抽選機選出的職位包括五百人會議議員、立法官（νομοθέται）、審判團以及大部分行政官員。

## 歷史
古雅典城邦採取審判團制度，不設法官，任何30歲以上的男性自由公民都可以參與審判。由於每日法庭所需的審判員數量有限，成爲審判員後又可領取國家薪俸，所以希望成爲審判員的公民很多，採取先來後到制。
前403年，雅典進行審判團改革，以隨機抽籤代替先來後到。約前370年起，開始使用抽選機進行隨機抽籤。據亞里士多德《雅典政制》載，每個雅典民區將本區公民分為十組，每位適齡公民獲分發一塊籤牌（πινάκιον）。每年一度，所有希望參選的公民將自己的籤牌放入箱中，隨後每天法庭開庭時由九大執政官舉行當日的審判團抽選。首先，執政官在箱中抽選一名公民作爲抽選機的操作員。操作員從箱中取出籤牌並插入抽選機的牌槽中，每一縱列對應一個公民組（每臺機器有五縱列，兩臺機器對應一個民區的十組公民），直至所有牌槽都被填滿。隨後，執政官在機器中填入黑、白雙色骰子，然後用機器邊的裝置開始抽取骰子。每個抽出的骰子對應機器上的一橫排，若白色骰子被抽出，則當前橫排的籤牌被選中成爲審判員。若黑色骰子被抽出，則跳過當前橫排進行下一排的抽選，直至達到規定的審判員數量。

## 引用
1. ↑  Thorley, John. . New York: Routledge. 1996: 37. ISBN 978-0-415-12967-1.
2. ↑  Crochetière, Erin. . McGill University Masters Theses. December 2013  [2023-07-08]. （原始内容存档于2018-12-09）.